# August Lütgens
August Lütgens (* 16. Dezember 1897 in Lübeck; † 1. August 1933 in Altona/Elbe) war ein Opfer der NS-Justiz. Er wurde als Beteiligter des Altonaer Blutsonntags hingerichtet – im November 1992 wurde das Urteil aufgehoben.

## Biografisches
Der aus einer Arbeiterfamilie stammende August Lütgens – seine Mutter arbeitete als Wäscherin – wurde nach seiner Schulzeit (ab 1911) Seemann; mit 16 Jahren trat er der Gewerkschaft und etwas später der SPD bei. Im Ersten Weltkrieg diente er in der kaiserlichen Marine; 1916/17 verurteilte ihn ein Feldgericht aus bisher nicht näher bekannten Gründen zu einer Haftstrafe. 1918 gehörte er zu den Matrosen, die sich in Wilhelmshaven an der Novemberrevolution beteiligten. Im Mai 1919 zu 15 Jahren Zuchthaus verurteilt, gelang ihm 1919 oder 1920 die Flucht, und er lebte die folgenden Jahre in Petrograd in der Sowjetunion.
Eine Amnestie ermöglichte ihm 1930 oder 1931 die Rückkehr nach Deutschland; hier wurde der im Exil der KPD beigetretene Lütgens ein leitender Funktionär des Rotfrontkämpferbundes in Hamburg.
August Lütgens war verheiratet und hatte zwei Kinder.

## Vom Kriegsfreiwilligen zum Roten Matrosen
Nach Abschluss der Volksschule konnte er sich seinen sehnlichsten Wunsch erfüllen: Er heuerte als Schiffsjunge auf einer Bark an. Die Reisen mit dem Segler und später als Matrose auf anderen Schiffen führten ihn in viele Länder. Dabei lernte er auch die sozialen Probleme der Seeleute kennen. Als 16-Jähriger entschloss er sich daher, Mitglied der Seeleute-Gewerkschaft zu werden, und trat später auch der SPD bei. 
Zu Beginn des Ersten Weltkrieges meldete er sich wie viele junge sozialdemokratisch orientierte Seeleute als Freiwilliger zur Kaiserlichen Marine. Nach kurzer Ausbildung kam er auf das Linienschiff Westfalen.
Bereits 1916, mit 18 Jahren, wurde er das erste Mal von einem Kriegsgericht zu Militärhaft verurteilt und nach deren Verbüßung ins 1. Matrosenregiment an die Westfront nach Flandern strafversetzt. 
Knapp drei Jahre später, im Mai 1919, wurde August Lütgens – inzwischen Mitglied der KPD – wegen seiner aktiven Teilnahme an der Novemberrevolution 1918/19 und an den politischen Auseinandersetzungen der Nachkriegskrise in Deutschland von einem Außerordentlichen Kriegsgericht zu 15 Jahren Zuchthaus verurteilt und inhaftiert. Mit dieser Verurteilung sollte ein Exempel statuiert werden, um einem Eskalieren der politischen Situation in Deutschland entgegenzuwirken. 
Mit Hilfe von Genossen gelang ihm jedoch nach einem Monat die Flucht aus dem Gefängnis; über Dänemark kam er nach Petrograd (heute St. Petersburg) in Russland.

## Emigrant in der Sowjetunion
August Lütgens bekam Asyl, konnte arbeiten und sich qualifizieren und lernte seine künftige Frau Lisa kennen. 
Lisa Fiedler, Kind einer Hamburger Arbeiterfamilie, war mit ihren Eltern und weiteren vier Geschwistern dem Aufruf Facharbeiter helfen Russland gefolgt und zunächst ebenfalls in Petrograd gelandet. 1922 heirateten Lisa und August, im gleichen Jahr wurde Sohn Franz geboren, drei Jahre später Tochter Elsa. 
August Lütgens bestand die Prüfung zum Schiffsführer und ging wieder als Seemann an Bord.

## Der Blutsonntag und der Sondergerichtsprozess in Altona
Ab 1930 verschärften sich die sozialen Spannungen in Deutschland, die Arbeitslosigkeit wuchs infolge der Weltwirtschaftskrise auf die Rekordhöhe von über 6 Millionen. Das führte zu einer Polarisierung der politischen Kräfte. Die NSDAP und ihre Gliederungen erhielten immer mehr Zulauf, und der von ihnen ausgehende Straßenterror gegen demokratische Kräfte nahm ständig zu. 
In dieser Situation entschloss sich August Lütgens, nach Deutschland zurückzukehren, um gegen die heraufziehende nationalsozialistische Gefahr zu kämpfen. Seine Familie ließ er in Moskau zurück – er sollte sie nicht wiedersehen. Nach dem Überfall Hitlerdeutschlands auf die Sowjetunion wurden Lisa und die Kinder evakuiert; sie haben den Krieg nicht überlebt. Die Umstände ihres Todes sind unklar.
August Lütgens fuhr über Stettin und Lübeck nach Altona, damals noch eine selbstständige Stadt. Bereits zu Beginn der Weltwirtschaftskrise versuchten die Nazis ihren Einfluss in den Arbeitervierteln Altonas zu vergrößern. 
Als sie damit keinen Erfolg hatten, griffen sie auch zu den Mitteln des Terrors. 
Am Sonntag, dem 17. Juli 1932, kam es zu einer groß angelegten und langfristig vorbereiteten Provokation.
Etwa 7000 Nationalsozialisten aus dem ganzen Land versammelten sich zu einer – wie sie es offiziell nannten – „Strafexpedition“ und marschierten polizeigeschützt durch die Straßen der überwiegend links und antifaschistisch eingestellten Altonaer Arbeiterviertel.
Es herrschte eine regelrechte Bürgerkriegsstimmung, bis in den Abend hinein hielten die Unruhen an. Zum Schluss eröffnete die Polizei das Feuer auf Demonstranten und Bevölkerung.
Die Schreckensbilanz: 18 Tote und fast 80 Schwerverletzte.
Einer anderen Version der Geschehnisse zufolge wurden zuerst zwei Demonstrationsteilnehmer erschossen, danach die Demonstration aufgelöst und hinterher von der Polizei das Arbeiterviertel gestürmt. 
Wahllos wurden Passanten und Einwohner verhaftet – Waffen wurden bei keinem gefunden. 
„Blutsonntag in Altona“ lautete die Schlagzeile der kommunistischen Hamburger Volkszeitung am 18. Juli 1932.
Auch August Lütgens und weitere seiner Genossen wurden Opfer der Verhaftungswelle und vor Gericht gestellt. Am 22. Februar 1933, drei Wochen nach der Machtübernahme der Nazis, musste der 4. Strafsenat das Verfahren gegen Lütgens und andere wegen Mangels an Beweisen einstellen; es ergab sich keinerlei Belastungsmaterial gegen die Angeklagten – sie wurden jedoch nicht freigelassen.
Die Nationalsozialisten begannen im ganzen Reichsgebiet Prozesse gegen Antifaschisten vorzubereiten. Durch einen Erlass Hitlers wurden dazu Sondergerichte gebildet. Am 2. Juni 1933 verurteilte das Sondergericht Altona auf der Grundlage gefälschter Beweisstücke und manipulierter Zeugen August Lütgens, Bruno Tesch, Karl Wolff und Walter Möller zum Tode.
Im Falle des Hauptangeklagten August Lütgens hieß es im Urteil sogar wörtlich: „Es ist nicht erwiesen, dass der Angeklagte Lütgens sich selbst am Nachmittag des 17. Juli 1932 an Gewalttätigkeiten gegen den SA-Umzug beteiligt hat.“
Am 1. August wurden die Verurteilten im Innenhof des heutigen Amtsgerichtes in der Max-Brauer-Allee mit dem Handbeil enthauptet. Der Hauptangeklagte August Lütgens wurde nur 35 Jahre alt. Der jüngste – Bruno Tesch – war gerade 20 Jahre alt.
Arnold Zweig verarbeitete diese Bluttat in seinem Roman Das Beil von Wandsbek.

## Nach 60 Jahren: Rehabilitation

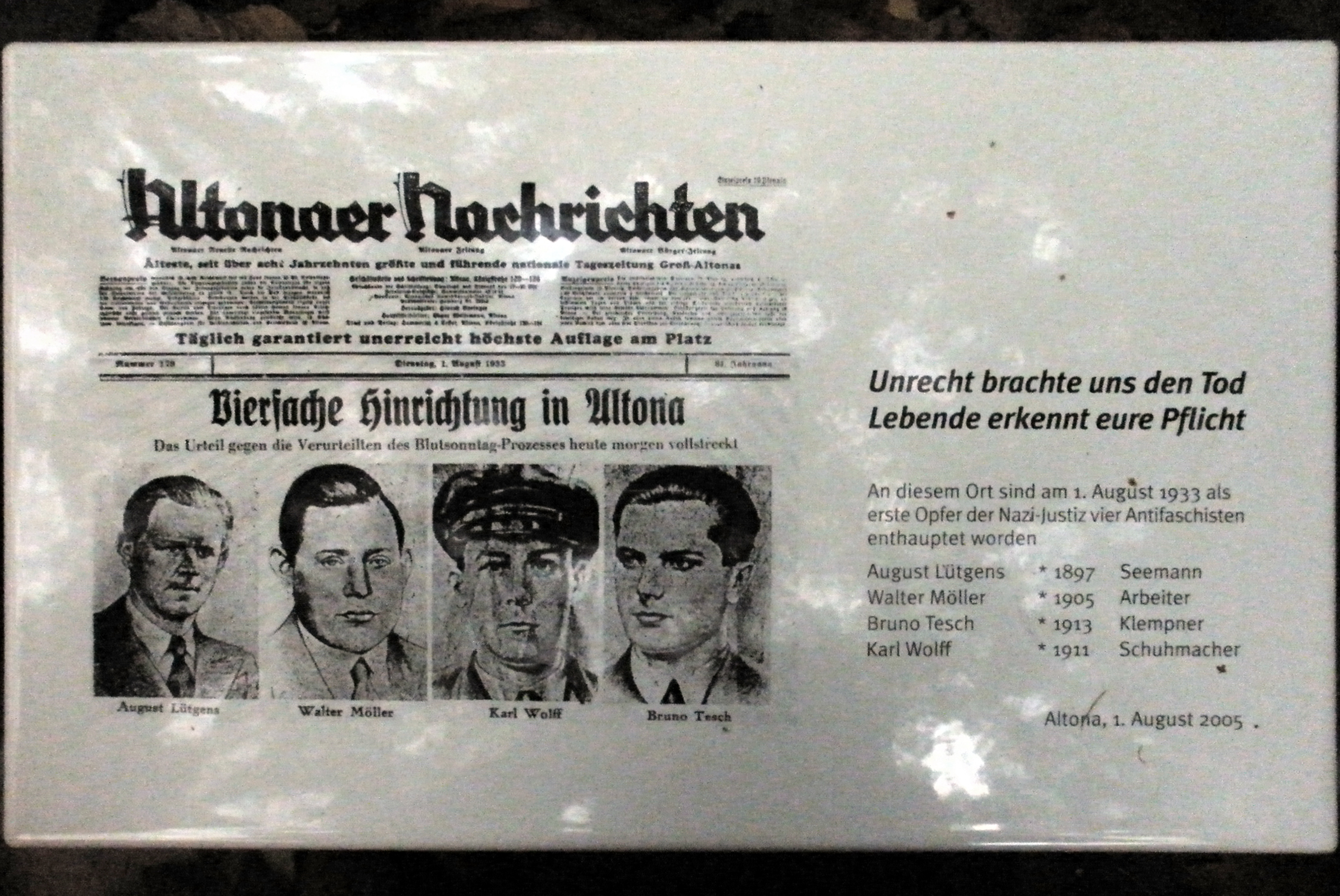
Gedenktafel am Ort der Hinrichtung hinter dem heutigen Amtsgericht Altona

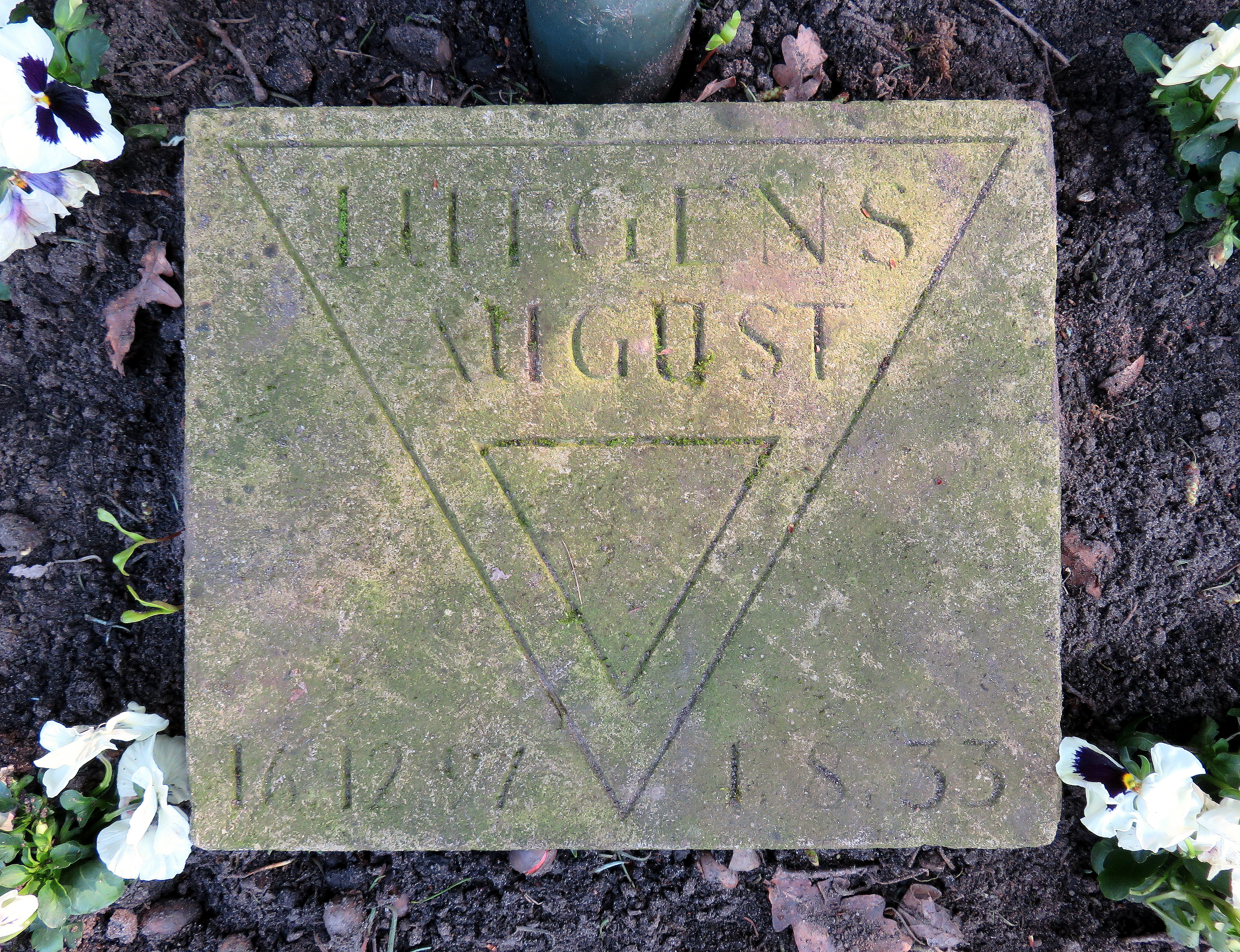
August Lütgens im Ehrenhain auf dem Friedhof Ohlsdorf

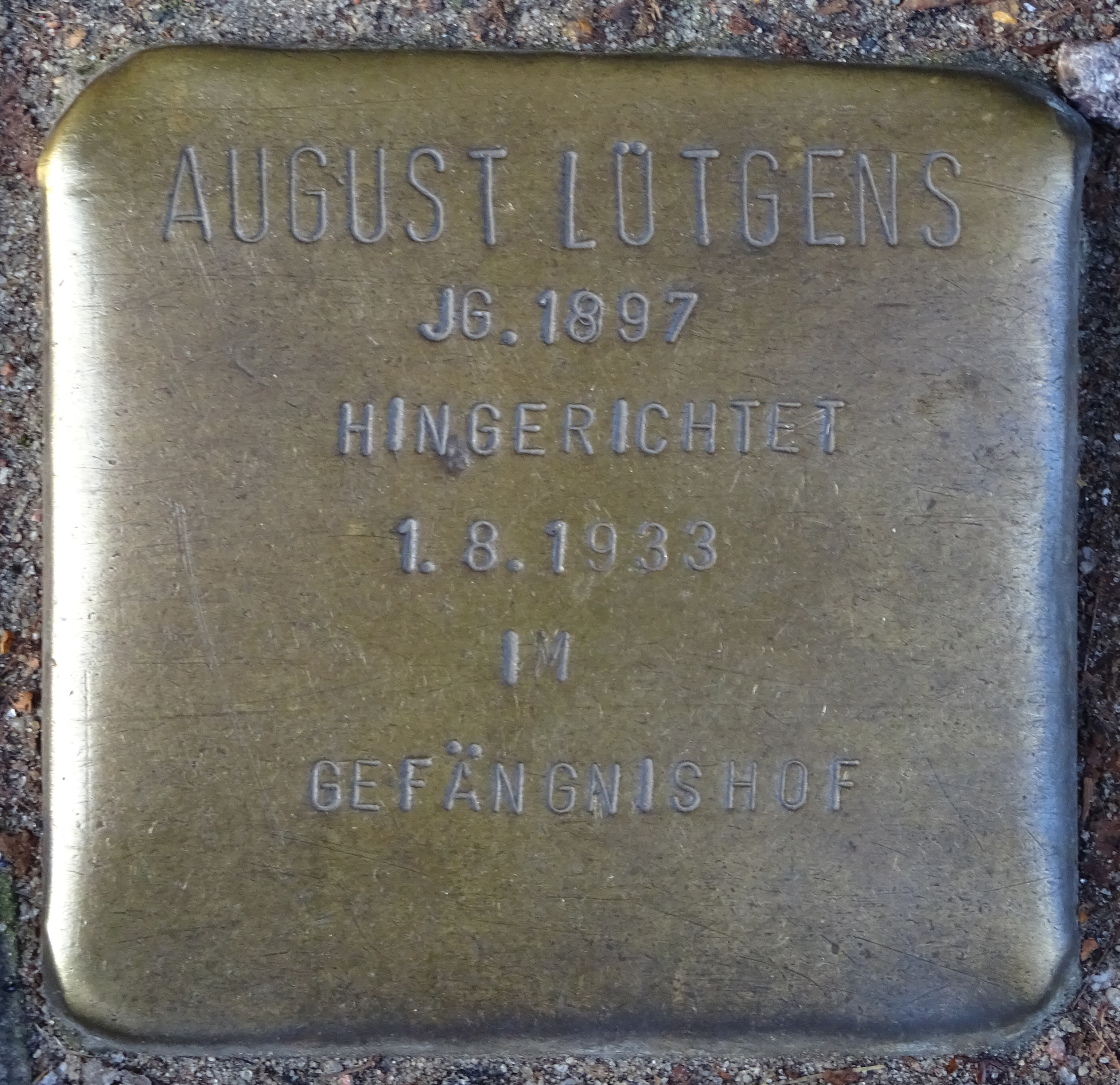
Stolperstein Max-Brauer-Allee 89

Seit 1945 bemühten sich Hamburger Antifaschisten, Angehörige der Opfer und ausländische Freunde der Ermordeten um die Rehabilitierung der zu Unrecht Verurteilten.
In mindestens 14 Fällen wurden Anträge auf Aufhebung der Blutsonntagsurteile von den Hamburger Staatsanwälten und Richtern ignoriert bzw. abgelehnt, immer wieder die Urteile als rechtmäßig bestätigt und die „Rechtsstaatlichkeit“ der NS-Sondergerichte hervorgehoben.
Erst die unermüdlichen und akribischen Recherchen des französischen Wissenschaftlers Léon Schirmann machten den Justizskandal erneut öffentlich, und die Hamburger Justiz wurde nun in Schwung gebracht.
Nach jahrzehntelanger Verzögerung konnte ein Wiederaufnahmeverfahren erreicht werden. Eine Strafkammer des Landgerichts Hamburg entschied im November 1992, die Terrorurteile wegen erwiesener Justizmanipulationen aufzuheben und die Angeklagten Lütgens, Tesch, Möller und Wolff freizusprechen. Das Hamburger Abendblatt titelte am 29. Dezember 1992: „Hamburger Gericht hob Todesurteile von 1933 auf – Nazi-Opfer nach sechs Jahrzehnten endlich rehabilitiert.“

## Gedenken
Die Leichen der Ermordeten wurden 1933 nach Berlin gebracht und verbrannt. Erst 1935 vergruben die Nazis die vier Urnen heimlich in einer Ecke des Friedhofes Marzahn. 1947 wurden sie nach Hamburg überführt und auf dem Ohlsdorfer Friedhof im Ehrenhain für die Opfer des Faschismus beigesetzt, der Kissenstein für August Lütgens befindet sich in der vierten Reihe von links (elfter Stein).
In Hamburg-Altona wurden vor dem Eingang des Amtsgerichts in der Max-Brauer-Allee 89 vier im Quadrat angeordnete Stolpersteine verlegt: für August Lütgens, Karl Wolff, Walter Möller und Bruno Tesch. In Hamburg gibt es heute einen August-Lütgens-Park, einen Walter-Möller-Park, einen Bruno-Tesch-Platz (nachdem die Bruno-Tesch-Schule geschlossen wurde) und eine Karl-Wolff-Straße.
Auch Rostock würdigte August Lütgens: Die Aus- und Weiterbildungsstätte der Deutschen Seereederei Rostock erhielt 1980 seinen Namen, ein Gedenkstein stand im Innenhof der Berufsschule im Krischanweg. Die Lehrlinge und Mitarbeiter an der Betriebsschule Flotte der DSR im Krischanweg trugen am Ärmel ihrer dunkelblauen Seemannsuniform den goldenen Schriftzug „BS Flotte August Lütgens“ und konnten damit von den Studenten an der Ingenieurhochschule für Seefahrt Warnemünde/Wustrow unterschieden werden, die an ihrem Ärmel der dunkelblauen Seemannsuniform den goldfarbenen Schriftzug „Ingenieurhochschul“ trugen.
Das Medaillon mit dem Porträt Lütgens' schuf der Rostocker Künstler Wolfgang Eckardt. Im Jahre 2001 zerstörten Unbekannte den Gedenkstein. Das Kulturamt der Hansestadt hat wiederholt versichert, dass im Zuge der Bebauung des Krischanwegs eine geeignete Wiedererrichtung des Denkmals und ein öffentlicher Zugang gewährleistet werden sollen.
In der DDR trug die zentrale maritime Ausbildungsstätte der GST (Gesellschaft für Sport und Technik) für angehende Zeit- und Berufssoldaten der Volksmarine sowie Seeleute der DDR-Handelsflotte den Namen August Lütgens (siehe GST-Marineschule „August Lütgens“). Diese lag in Greifswald-Wieck. Im Gelände zwischen Schulgebäude und Werkstätten befand sich auch ein entsprechender August Lütgens-Gedenkstein. Er war anlässlich der Namensverleihung der damaligen „GST-Seesportschule Greifswald-Wieck“ am 26. Juni 1970 feierlich eingeweiht worden. Ein entsprechendes Relief aus Metall „Roter Matrose“ für den Stein schuf der Greifswalder Künstler Helmut Maletzke. Während der Wendezeit in der DDR wurde das steinerne Ehrenmal 1990 abgebaut. Von 1964 bis zu seiner Außerdienststellung am 1. Oktober 1990 trug ein Raketenschnellboot der Volksmarine den Namen August Lütgens.